# Frank-Bernhard Werner
Frank-Bernhard Werner (* 1961) ist ein deutscher Verleger und Wirtschaftsjournalist.

## Leben
Werner studierte Volkswirtschaftslehre an der Georg-August-Universität Göttingen (Diplom-Volkswirt) und wurde 1987 mit der Dissertation Kurzfristige Wechselkursschwankungen und neue Märkte für Kurssicherungsinstrumente promoviert.
Danach begann er beim Markt+Technik Verlag bei München. Dort gründete er die Börsenzeitschrift Börse Online mit und war von 1988 bis 1989 deren Chefredakteur. 1990 war er Mitgründer des Finanzen Verlags in München, an dem sich 1996 die Axel Springer AG mehrheitlich beteiligte. Er wurde anschließend Geschäftsführer der Axel Springer Financial Media und Chefredakteur der Zeitschriften Euro und Euro am Sonntag. Werner war auch Partner von Jörg Kachelmann bei Meteomedia und übernahm dort 2010 die Interimsgeschäftsführung. 2010 erfolgte der Rückkauf des zuvor verkauften Verlages mit einer Beteiligungsgesellschaft und 2012 der Erwerb des Kunstmagazins Artinvestor (heute Artcollector). Ein Jahr später wurde Börse Online von Gruner + Jahr erworben. 2013 gab er die Chefredaktion aller Blätter ab, um sich auf die Geschäftsführertätigkeit zu konzentrieren.
Er war Juror beim Deutschen Finanzbuchpreis und beim Helmut-Schmidt-Journalistenpreis.
Werner ist Vater von drei Söhnen.